# Даллас, Родерик
Родерик Стэнли Даллас (англ. Roderic Stanley Dallas; 30 июля 1891, Маунт-Стэнли, Эск, Сомерсет, Юго-Восток, Квинсленд, Австралия — 1 июня 1918, Льевен, Ланс, Па-де-Кале, Нор — Па-де-Кале, Франция) — австралийский лётчик-ас, заставший период наибольшего применения истребительной авиации во время Первой мировой войны. По количеству сбитых вражеских самолётов среди австралийских лётчиков его превосходит только Роберт Литтл. В официальных данных Далласа числятся 39 сбитых самолётов, исследователи говорят о 32, а некоторые приписывают ему более 50, в то время как на официальном счету Литтла 47 самолётов. Особенностью карьеры Далласа является то, что он входил в состав британских подразделений, а не в Австралийский лётный корпус. Помимо своих личных боевых достижений, Даллас добился успеха на должности командира эскадрильи как в воздухе, так и на земле, будучи известным тактиком и опытным лётчиком-испытателем.
Родерик Даллас рано заинтересовался авиацией, поступив на службу в Военные силы Австралии. После начала Первой мировой войны он на личные средства отправился в Великобританию, где стал пилотом Королевской военно-морской авиационной службы. Располагая опытом полётов на самолётах «Caudron G.4» и «Nieuport 11» в составе 1-го военно-морского крыла на Западном фронте, Даллас был выбран испытателем одного из самых ранних истребителей-трипланов «Sopwith Triplane». На этом типе триплана, ставшем одним из его любимых, в 1916 и 1917 годах Даллас сбил большое количество вражеских самолётов, за что получил орден «За выдающиеся заслуги» и крест «За выдающиеся заслуги» с пряжкой. Также он был дважды упомянут в донесениях и награждён французским военным крестом. В июне 1917 года Даллас был назначен командиром 1-й эскадрильи, а после создания Королевских ВВС 1 апреля 1918 года — принял на себя командование 40-й эскадрильей. Летая на биплане «Royal Aircraft Factory S.E.5», Даллас сбил ещё несколько вражеских самолётов, прежде чем 1 июня 1918 года в возрасте 26 лет в звании майора погиб в бою вблизи Льевена на севере Франции.

## Биография

### Детство и юность
Родерик Стэнли Даллас родился 30 июля 1891 года на станции Маунт-Стэнли близ города Эск, в трёх километрах к востоку от Нананго в регионе Сомерсет на юго-востоке штата Квинсленд. Он был первым ребёнком в семье рабочего Питера Макартура Далласа и его жены Хоноры, урождённой Карри. Стэн был первым европеоидным ребёнком, родившимся на этой станции, из-за дальнего расположения которой поездки в Эск были длинными и редкими. Вскоре после рождения его младшего брата в 1893 году семья переехала в Тентерфилд (штат Новый Южный Уэльс). В 1898 году они вернулись в Квинсленд и поселились в Маунт-Моргане, где Питер Даллас устроился на работу в местные шахты. В феврале 1899 года Стэн поступил в школу для мальчиков в Маунт-Моргане, а позже в кадетский корпус, за время учёбы в котором дошёл до звания сержанта. В школе он выделялся своим умом, скромностью, способностью ладить с другими учениками, а также чувством юмора. Стэн любил природу и проводил много часов в горах рядом с домом, где наблюдал за полётами хищных птиц.
В июле 1907 года Даллас поступил на службу в пробирную палату Золотодобывающей компании Маунт-Моргана и начал учиться в местном техническом колледже, одновременно посещая вечерние занятия по химии и черчению. С раннего возраста он заинтересовался авиацией. чему способствовало создание в 1911 году отдела Квинслендского аэроклуба в Маунт-Моргане. Однажды Стэн с младшим братом Норвелом построили планер, однако при первой попытке запуска он потерпел крушение от сильного порыва ветра. Несмотря на эту неудачу, братья продолжили строить модели планеров, а Стэн начал переписываться с пионерами авиации из Франции, Англии и США. После того, как Стэн перевёлся на более высоко оплачиваемую работу водителя транспорта на железно-рудных карьерах Айрон-Айленда, он вместе с Норвелом построил свой собственный гидросамолёт, эксперименты по запуску которого они проводили на близлежащем острове Марбл. Остров был известен своей непредсказуемой погодой, и однажды аппарат пропал в море.
Даллас играл в регби и старался регулярно заниматься физическими упражнениями в местном тренажерном зале. У него было исключительно острое зрение, которое он развивал, читая мелкий шрифт в газетах на расстоянии в 6 футов (1,8 м). Для того чтобы сбалансировать физическое и умственное развитие, Стэн участвовал в любительских театральных спектаклях, где его успеху способствовал сильный голос. Впоследствии, уже на службе в ВВС, при росте в 1,88 м (6 футов 2 дюйма) и весе в 101 кг (223 фунтов), Даллас удивлял окружающих своей способностью умещаться в тесных кабинах самолётов-истребителей. Несмотря на свои габариты, он считался хорошим спортсменом с быстрой реакцией. Хотя на сцене Стэн мог быть громогласным, обычно он разговаривал негромко и вежливо, никогда не ругался, не употреблял алкоголь и не курил.

### На военной службе

#### Карьера лётчика-аса

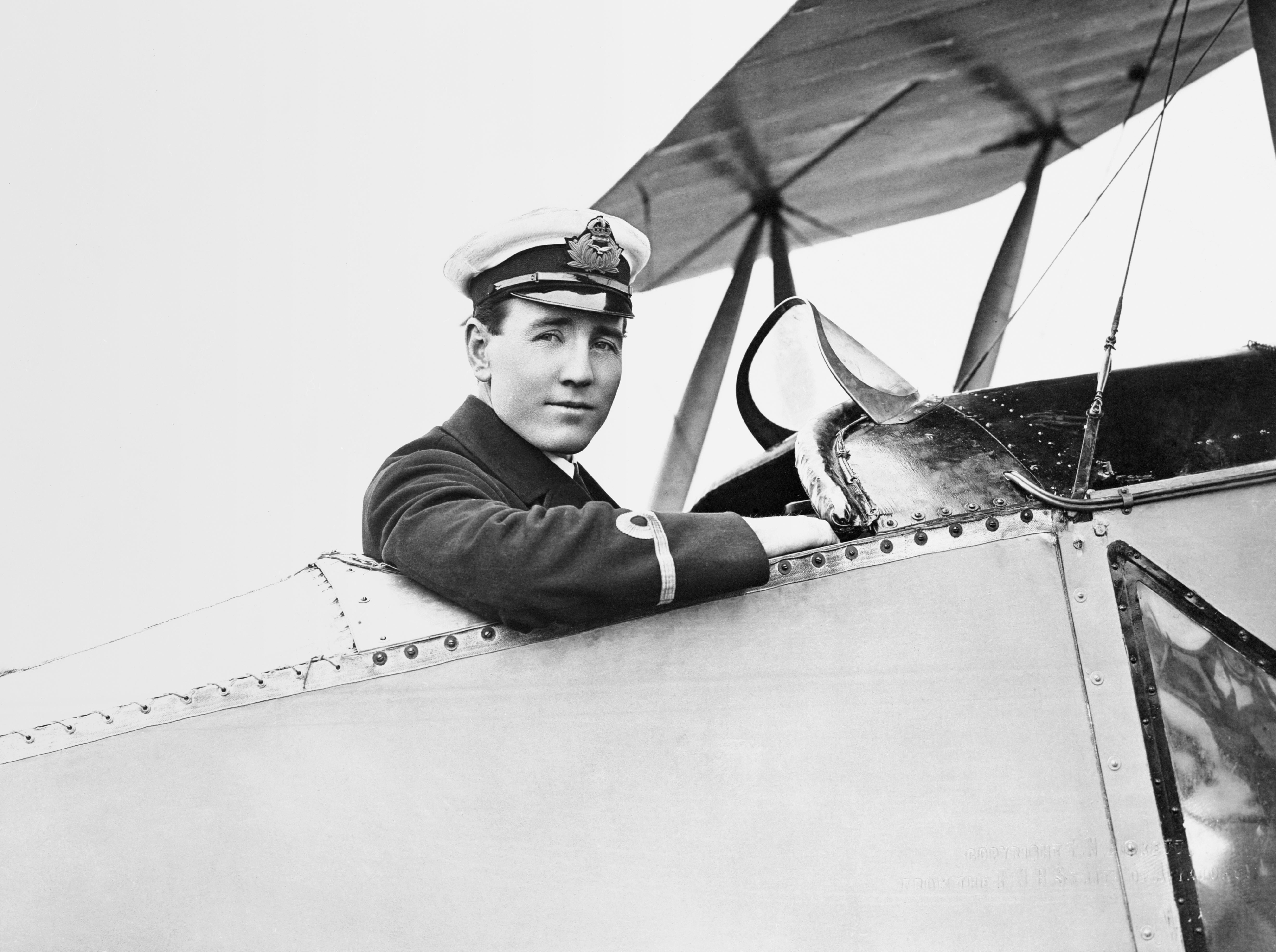
Младший лейтенант Даллас во время службы в 1-й эскадрилье КВМАС, 1916 год

В 21 год, в 1913 году, Даллас вступил в ряды милиции в Порт-Кёртисе, и к началу Первой мировой войны дослужился до звания лейтенанта. Считая, что шансы получить место в недавно созданном Австралийский лётный корпус очень малы, он попытался присоединиться к британскому Королевскому лётному корпусу, но получил отказ. Не отчаявшись после неудачи, Даллас выехал из Квинсленда в Мельбурн, где встретился с министром без портфеля Йенсом Йенсеном, который дал ему рекомендательное письмо к Верховному комиссару Австралии в Лондоне сэру Джорджу Риду. После этого Родерик за свой счёт уехал в Англию, где ещё раз попытался поступить в Королевский лётный корпус. Его кандидатура снова была отклонена, и он обратил своё внимание на Королевскую военно-морскую авиационную службу, куда и был принят после прохождения вступительного экзамена, обойдя 83 других претендентов. 25 июня 1915 года Далласу было присвоено звание лётного младшего лейтенанта. Он прошёл лётный курс в Хендоне и 5 августа получил лицензию пилота под номером 1512.
3 декабря 1915 года Даллас был переведён в 1-е военно-морское крыло и начал выполнять боевые задачи на одноместных самолётах «Nieuport 11» и двухместных «Caudron G.4» под Дюнкерком во Франции. В начале его карьеры шутник-сослуживец позвонил находящемуся на дежурстве Далласу и, подражая голосу их общего командира, приказал ему идти на взлёт на стоявшем без пропеллера «Breguet». Даллас оценил шутку и даже взял себе псевдоним «Бреге», который впоследствии использовал вместо подписи в письмах с фронта домой. В феврале 1916 года Даллас сбил два вражеских самолёта, падение которых не было задокументировано, а 23 апреля одержал свою первую подтвержденную победу, вынудив снизиться на высоту в 2000 футов немецкий «Aviatik C», который был в результате сбит зенитной артиллерией. 21 мая на своём «Ньюпорте» Даллас сбил ещё три самолёта.
23 июня 1916 года Даллас сел за штурвал новейшего самолёта «Sopwith Triplane» (№ N500) — опытного образца этой модели, до отправки во Францию проходившего испытания в Адмиралтействе. «Сопвич» вступил в бой через 15 минут после прибытия на фронт. Самолёт, прозванный «Чёрным хлебом», стал первым из серии трипланов, на которых Даллас совершал боевые вылеты в следующем году. 1 июля он сбил первый вражеский самолёт на своём триплане и в тот же день был повышен в звании до капитана авиации. Три дня спустя Даллас получил рекомендацию для дальнейшего продвижения по службе. 9 июля он потерпел крушение на своём последнем «Ньюпорте», когда пришёл на помощь французскому биплану «Maurice Farman». Этот поступок принёс ему был упоминание в донесениях и французский Военный крест. 7 сентября 1916 года Даллас был награждён крестом «За выдающиеся заслуги» «за необычайную храбрость во время несения своей службы», которая началась с первых воздушных боёв в декабре 1915 года. К концу года он стал одним из первых лётчиков-асов с 8 подтвержденными и 4 неподтвержденными победами над вражескими самолётами, а 31 декабря был повышен до командира авиазвена.

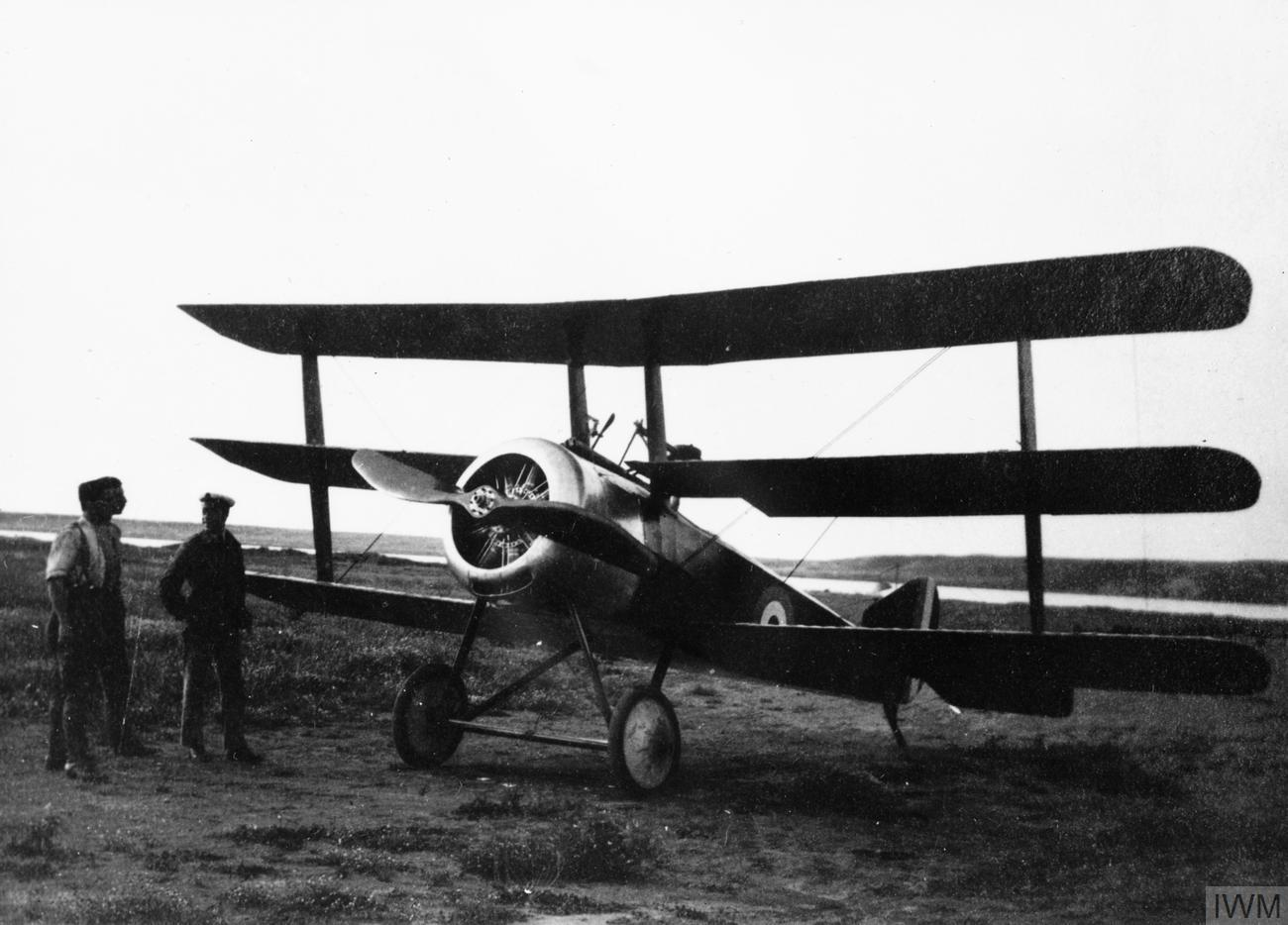
Самолёт «Sopwith Triplane» Королевских ВВС, 1917—1918 гг.

Родерик Даллас стал одним из самых известных пилотов «Sopwith Triplanes», установив при тестировании опытного кислородного прибора в начале 1917 года рекорд высоты в 26 тысяч футов, пострадав при этом от обморожения и кислородной интоксикации. В эти же дни 1-е крыло было переименовано в 1-ю эскадрилью Королевских ВВС, которая была полностью оснащена новыми трипланами и перебазирована с аэродрома Вёрне в Бельгии на Шипийи во Франции. Одновременно остро встала проблема комплектации лётного состава ввиду того, что практика одиночных вылетов летчиков-истребителей в бои сократилась. Последние три недели марта для Далласа были заполнены выполнением служебных обязанностей, заключавшихся в проведении тренировочных полётов и артиллерийских испытаний. Во время «кровавого апреля», ознаменовавшегося высокими потерями для британской авиации, Даллас и его эскадрилья были перебазированы на другой аэродром в Ла-Бельвю. После этого Даллас проявил себя в битве при Аррасе, за время которой увеличил число сбитых им самолётов. Бой 23 апреля стал известен как один из классических примеров воздушной войны. Даллас вместе со своим ведомым Томасом Каллингом вступил в бой с целой эскадрильей из 14 немецких самолётов. Используя более высокий, чем у противника, потолок, британские асы совершали быстрые атаки с разных сторон, каждая из которых заканчивалась короткой очередью из пулемётов, а затем, возвращались на недосягаемую для немцев высоту для подготовки новой атаки. В отличие от большинства воздушных боев по обычной тактике «бей-беги», Даллас и Каллинг совершили не менее 20 атак в течение 45 минут. Немцы были вынуждены постепенно снижаться, их строй развалился, а затем им и вовсе пришлось под огнём британцев уходить за линию фронта. Помимо того, что Даллас на пару с Каллингом сбили три немецких самолёта, они также достигли ещё более важного результата, блокировав и дезориентировав силы противника во время наступления британской пехоты. Данный бой привёл к награждению Далласа от 29 июня — пряжкой (знаком вторичного награждения) к кресту «За выдающиеся заслуги», а Каллинга — самим крестом.

#### На посту командира эскадрильи

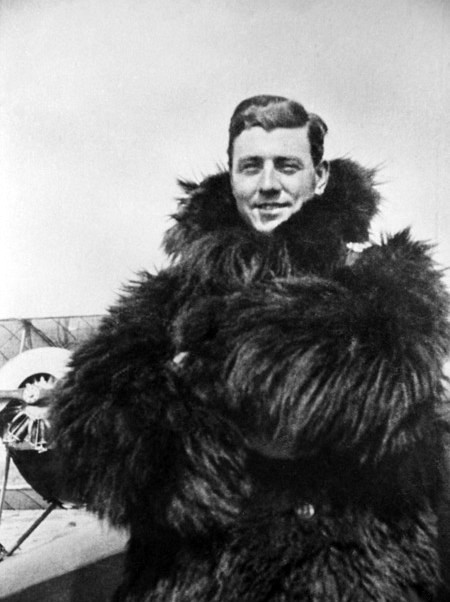
Майор Даллас в тёплой толстой шубе, используемой авиаторами Первой мировой войны для защиты от суровых холодов в самолётах с открытыми кабинами, 1918 год.

К июню 1917 года на личном счету Далласа было 20 сбитых вражеских самолётов. Этот опыт, а также заметные лидерские способности, привели к тому, что 23 июня Даллас был назначен на пост командира 1-й военно-морской эскадрильи. Подразделение было вынуждено сократить свои оперативные силы с 18 до 15 самолётов из-за отсутствия запасных пилотов и нехватки запасных частей для стареющих трипланов, которые к тому же были перебазированы на неподготовленную площадку — аэродром в Байёле. Будучи командиром эскадрильи, Даллас отвечал за лётную подготовку новых пилотов и даже помогал им добиваться первых побед, принуждая вражеские самолёты с помощью маневрирования попасть под огонь новичка. Он был всегда готов оказать помощь и проконсультировать своих пилотов, пользуясь среди рядовых высокой популярностью из-за того, что благодарил их лично за выполненную работу. На земле он показал себя эффективным организатором, руководя проектированием и строительством новой военно-воздушной базы. Помимо этого Даллас написал трактат о тактике ведения воздушного боя, из которого сохранились лишь выдержки. Таким образом, в подготовке проекта реконструкции базы и достойном с научной точки зрения трактате Даллас проявил себя мастером своего дела. 2 ноября 1-я эскадрилья была перебазирована на аэропорт в Миддле и перешла под общее управление КВМАС. 9 ноября подразделение получило первые восемь новых самолётов «Sopwith Camel» в качестве замены для трипланов. 11 ноября Даллас был снова упомянут в донесениях, на этот раз фельдмаршала Дугласа Хейга. После поступления на базу всех необходимых самолётов 1-я эскадрилья была перебазирована в Англию, где ей была поручена оборона Дувра. 16 февраля 1918 года Даллас привел свою эскадрилью обратно во Францию — в Тетегем — для поддержки подразделений, участвовавших в операции по блокированию побережья Бельгии. Он командовал своим подразделением ещё шесть недель, до 31 марта.
В рамках объединения Королевского лётного корпуса и Королевской военно-морской авиационной службы в новообразованные Королевские военно-воздушные силы Великобритании Даллас был 1 апреля 1918 года произведён в майоры и получил под своё командование 40-ю эскадрилью, укомплектованную самолётами «Royal Aircraft Factory S.E.5». Членами этого подразделения были несколько лётчиков-асов, которые поначалу скептически отнеслись к Далласу из-за его прежней службы во флотской авиации. Тем не менее он оказался в состоянии преодолеть предубеждения и показал себя хорошим мужественным лётчиком, получив от товарищей прозвище «Адмирал». Через десять дней после вступления в должность Даллас полностью освоился а новой обстановке и сбил на новом самолёте первого противника. Его сослуживцы впоследствии отмечали, что Даллас не только наблюдал за первыми вылетами новичков, но и сам участвовал в боях. Так, 14 апреля во время совершения боевого вылета он был дважды ранен в ногу, но сумел совершить «идеальную посадку», особенно впечатлившую его товарищей по эскадрилье, которых Даллас в свою очередь похвалил за нелёгкий труд. В службе Далласу помогала и его прилежность, проявившаяся в том, что он подробно документировал свою тактику боя с вражескими самолётами, обращаяя особое внимание на слабые стороны противника, а затем использовал свои теоретические наработки для обучения лётчиков.

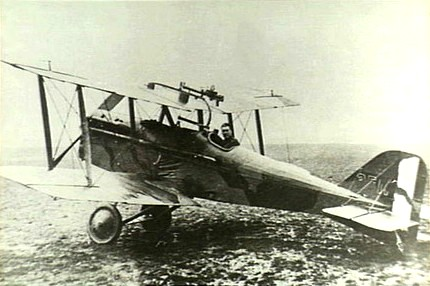
Майор Даллас в своём самолёте «S.E.5» 40-й эскадрильи Королевских ВВС, 1918 год.

После полученных 14 апреля ранений в бедро и пятку Даллас был на некоторое время госпитализирован, но через четыре дня самовольно покинул госпиталь и вернулся в эскадрилью. Его возвращение на фронт, возможно, было вызвано пришедшей к Далласу вестью о том, что в плен попал его друг Ричард Минифи. Даллас снова приступил к полётам, как только почувствовал себя лучше. 26 апреля он сбил свой 37-й самолёт и был удостоен ордена «За выдающиеся заслуги» за операцию в Дюнкерке. Несколько раз Далласа представляли к кресту Виктории, но ни одно из этих представлений не было утверждено. Один из членов 40-й эскадрильи Сесил Ашер впоследствии цитировал рассказ Далласа об одном из его противников: заметил противника, «…он пошёл на снижение, оставляя за собой облако чёрного дыма, и после этого у противника стало на один самолет меньше, но я не видел, как он разбился, поэтому не могу записать его на свой счёт». На основании этого рассказа можно утверждать, что Даллас не очень заботился о подсчёте своих побед. 2 мая, в период затишья во время боевых действий во Фландрии, Даллас совершил вылет на своём «S.E.5», чтобы подразнить неприятеля. Сначала, для «привлечения внимания», он обстрелял немецкую авиабазу в Ла-Брейеле, а затем сбросил на затянутое дымкой лётное поле пакет с шутовским вызовом на поединок и продолжил кружить над полем. После того, как немцы разыскали пакет, Даллас сбросил две бомбы и вновь обстрелял базу, посеяв «всеобщую панику». Новость об этом, по имеющимся сообщениям, вызвала смех у фельдмаршала Дугласа Хейга и основателя ВВС генерала Хью Тренчарда — двух человек, не особо известных своим чувством юмора.
Продолжая сбивать вражеские самолёты и водить в бой свою эскадрилью, Даллас начал задумываться о жизни после войны. Он просил отца бросить опасную для жизни работу на шахте, давая понять, что готов содержать родителей, работая гражданским пилотом в Австралии. Он также долгое время мечтал совершить перелёт из Англии в Австралию.

### Обстоятельства смерти, похороны и память
Далласу было присвоено звание подполковника и передано в командование авиакрыло, но бумага из штаба от 1 июня 1918 года с сообщением о продвижении по службе и приказом о прекращении полетов не застала его в живых. Именно в этот день Даллас пропал без вести во время вылета. Позже стало известно, что Даллас в сопровождении восьми других самолётов возвращался с бомбардировки на свою авиабазу и под Льевеном столкнулся с тремя истребителями «Fokker Triplanes» из 14-й истребительной эскадры. В этой стычке он по всей вероятности был сбит лейтенантом Йоханнесом Вернером. По наиболее распространённым версиям, это могло произойти, когда патрулировавший линию фронта Даллас шёл на помощь попавшему в беду британскому лётчику, либо когда его внезапно атаковал немецкий аэроплан из более низкого или, наоборот, более высокого эшелона. Медики нашли его тело на месте крушения в Авессаломской впадине на ничейной земле, а группа из восьми добровольцев извлекла его личные вещи из упавшего самолёта. Новость о смерти Далласа вызвала у членов его эскадрильи шок и неверие, и один пилот записал в своём дневнике: «мир с ног на голову… Даллас был убит… Слишком хорош для этого мира, я полагаю». Британский журнал «Aeroplane» воздал должное Далласу в редакционной статье:

Родерик Даллас стал в КВМАС почти легендой. Он был исключительно талантливым пилотом, удивительно храбрым бойцом, юмористом высокого уровня и необычайно способным рисовальщиком. Но прежде всего он был великим лидером. Назначение в эскадрилью к Далласу стало одной из самых высоких почестей, которой мог быть удостоен молодой лётчик-истребитель КВМАС; высокая репутация некоторых эскадрилий КВМАС, действовавших с КЛК в течение последнего года или двух, в значительной степени была завоевана благодаря наставничеству, примеру и руководству Родерика Далласа.
Оригинальный текст (англ.)Roderic Dallas had become almost a legendary character in the RNAS. He was a pilot of quite extraordinary skill, a fighting man of astonishing gallantry, a humorist of a high order, and a black-and-white artist of unusual ability. But, above all this, he was a great leader of men. To be in Dallas' squadron was quite one of the highest honours open to a young fighting pilot of the RNAS and the high reputation held by certain of the RNAS squadrons operating with the RFC during the past year or two has been largely due to the training, example and leadership of Roderic Dallas.

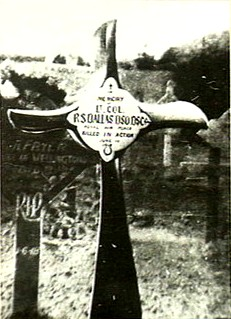
Крест из винта пропеллера на могиле Далласа.

Из-за лидерских качеств и большого числа побед в воздушных боях Далласа сравнивали с «Красным бароном» Манфредом фон Рихтгофеном. Даллас прослужил в авиации 29 месяцев, а Рихтгофен — 31 месяц, если не считать три месяца, проведённых в госпитале. В течение своей карьеры Даллас успешно командовал двумя эскадрильями и погиб, не успев принять командование авиакрылом. Рихтгофен за 12 месяцев на посту командира (снова-таки исключая время, проведённое в госпитале) руководил сначала эскадрильей, а затем крылом. Он одержал больше побед, но в более удобных условиях — он сражался над своими позициями и при благоприятной розе ветров. Даллас летал на различных типах союзных самолётов, а также на трофейных немецких машинах, также сыграв важную роль в испытаниях «Sopwith Triplane». Рихтгофен летал только на самолёте «Fokker Dr.1», а также участвовал в разработке «Fokker D.VII», но не дожил до момента, когда этот самолёт поступил на вооружение.
Родерик Стэнли Даллас был похоронен в могиле № 38 ряда «E» участка № II на Британском кладбище в Перне, находящемся на главной дороге из Лилля в Сен-Поль. Наряду с боевыми наградами он был удостоен золотой медали Аэроклуба Франции и бронзовой медали и диплома Аэроклуба Америки. В городе Тугулава в штате Квинсленд именем Далласа назван аэропорт, в столице Австралии Канберре — площадь, а в его родном городе Маунт-Морган — водохранилище. В музее Исторического общества Маунт-Моргана хранятся его медали, форма, шпага, а также пропеллер от одного из его самолётов. Имя Далласа увековечено в Галерее памяти Австралийского военного мемориала.

## Список побед
Исследователи предпринимали множество попыток выяснить окончательное число сбитых Далласом вражеских самолётов. Так, Адриан Хеллвиг в библиографии к биографии Далласа «Australian Hawk Over the Western Front», изданной в 2006 году, привёл список из более чем десятка историков, изучавших данный вопрос, и сослался на трудности в согласовании всех предыдущих списков. В части исследований на счёт Далласа записывают 32 сбитых самолёта, а официальная статистика говорит о 39 самолётах; в обоих случаях он уступает из австралийских пилотов Первой мировой войны только Роберт Литтлу, которому приписывают 47 побед. Тем не менее, неофициальный список сбитых Далласом самолётов включает более 50 побед.
Данный список представляет собой компиляцию из всех исследований, проверенных по Британской системе подтверждения побед, основывающейся на записях в лётных журналах и/или боевых отчётах, а также на данных эскадрилий или формирований более высокого уровня. Приписываемые Далласу победы, не подтвержденные с помощью этих методов, обозначены знаком «—».
| №       | Дата/время          | Самолёт                 | Противник                                                    | Результат                      | Место                           | Примечания |
| ------- | ------------------- | ----------------------- | ------------------------------------------------------------ | ------------------------------ | ------------------------------- | --- |
| —       | 6 февраля 1916      | Nieuport 10 #3968       | LVG                                                          | Неподтверждённая победа        |                                 | Немцы ушли в сторону после того как Даллас атаковал наблюдателя и, возможно, пилота                                                                                          |
| 1       | 20 февраля 1916     | Nieuport 11 #3981       | C type                                                       | Сбит                           |                                 | Немцы улетели после ранения наблюдателя |
| 2       | 23 апреля 1916      | Nieuport 11 #3987       | Aviatik C                                                    | Вышел из-под контроля          | Мидделкерке                     | Подтверждено военно-морским коммюнике |
| 3       | 11 мая 1916         | Nieuport 11             | Aviatik C                                                    | Сбит                           |                                 | Даллас в одиночку сбил два самолёта — немецких лётчика и наблюдателя |
| 4       | 20 мая 1916         | Nieuport 11 #3933       | Friedrichshafen FF33                                         | Сбит                           | Бланкенберге                    | Даллас сбил гидросамолёт |
| 5       | 21 мая 1916         | Nieuport 11             | Albatros C-III                                               | Сбит                           | к северу от Дюнкерка            | Даллас в одиночку атаковал 7 немецких самолётов, после чего один из них загорелся и начал падать вниз                                                                        |
| —       | 22 мая 1916         |                         |                                                              | Сбит                           |                                 | Смял крыло вражеского самолёта |
| —       | 11 июня 1916        | Nieuport                | Fokker Eindecker                                             | Сбит                           |                                 | Даллас якобы сбил атакующий немецкий самолёт |
| 6       | 1 июля 1916         | Sopwith Triplane #N500  | Неидентифицированный двухместный (большой коричневый биплан) | Вышел из-под контроля          | Ла-Панне                        | Даллас сбил немецкий самолёт, что подтверждается французским офицером-артиллеристом                                                                                          |
| 7       | 9 июля 1916         | Nieuport 11             | Fokker E-III                                                 | Сбит                           | Мариакерке                      | Пилот убит |
| —       | 9 июля 1916         | Nieuport 11             | Большой биплан                                               | Неубедительная победа          | Мариакерке                      | Даллас атаковал немецкий самолёт, который после этого начал беспорядочно падать                                                                                              |
| 8       | 30 сентября 1916    | Sopwith Triplane #N500  | Неидентифицированный разведывательный самолёт                | Вышел из-под контроля          | к юго-западу от Сан-Пьер-Капелл | По данным эскадрильи |
| 9       | 21 октября 1916     | Sopwith Triplane #N500  | LVG (двухместный)                                            | Сбит                           | около Первейзе                  | По данным эскадрильи |
| —       | 27 января 1917      | Sopwith Triplane #N5436 | двухместный                                                  | Вылетел в крутое пике          | близ Диксмёйде                  | Резюме в Коммюнике Королевской военно-морской службы: «не проверено» |
| 10      | 1 февраля 1917      | Sopwith Triplane #N5436 | LVG C-type                                                   | Сбит                           | к северу от Диксмёйде           | По данным эскадрильи |
| 11      | 5 апреля 1917       | Sopwith Triplane #N5436 | Albatros D-II                                                | Вышел из-под контроля          | к юго-востоку от Сен-Кантена    | По данным эскадрильи |
| 12      | 6 апреля 1917       | Sopwith Triplane #5436  | Albatros fighter                                             | Вышел из-под контроля          |                                 | В этом бою достиг победы Томас Каллинг, и победа Далласа была записана на эту дату                                                                                           |
| 13      | 8 апреля 1917       | Sopwith Triplane #N5436 | Albatros C-type                                              | Вышел из-под контроля          | к западу от Камбре              | Данные эскадрильи свидетельствуют о противоречащих друг другу мнениях свидетелей и командира эскадрильи                                                                      |
| 2 —     | 16 и 19 апреля 1917 | Sopwith Triplane #N5436 |                                                              |                                |                                 | Эти победы записаны только в журнале Далласа после изменения аэродрома базирования эскадрильи                                                                                |
| 14      | 21 апреля 1917      | Sopwith Triplane #N5436 | Albatros Scout                                               | Вышел из-под контроля          |                                 | По данным эскадрильи. По другим источникам, победа была достигнута 22 апреля                                                                                                 |
| 15 и 16 | 22 апреля 1917      | Sopwith Triplane #N5436 | Albatros D-IIIs (два)                                        | Сбит и сгорел                  | Арлё                            | Согласно данным эскадрильи и Коммюнике Королевских ВВС № 85, Даллас с ведомым Томасом Каллингом в течение 45 минут совершали непрекращающиеся атаки на 14 немецких самолётов |
| 17      | 23 апреля 1917      | Sopwith Triplane #N5436 | Albatros C-type                                              | Сбит                           | близ Дуэ                        | Согласно данным Официальной службы записи рекордов и данным эскадрильи |
| 18      | 23 апреля 1917      | Sopwith Triplane #N5436 | Неидентифицированный двухместный                             | Сгорел                         | близ Дуэ                        | Согласно данным Официальной службы записи рекордов и данным эскадрильи |
| 19      | 24 апреля 1917      | Sopwith Triplane #N5436 | Albatros D.III                                               | Вышел из-под контроля          | к юго-востоку от Ланса          | Согласно данным эскадрильи |
| 20 и 21 | 30 апреля 1917      | Sopwith Triplane #N5436 | Rumpler C-type; «German Nieuport»                            | Сбит или вышел из-под контроля | близ Энекура                    | Согласно данным эскадрильи |
| 22      | 5 мая 1917          | Sopwith Triplane #N5436 | Albatros D-III                                               | Вышел из-под контроля          | 4 мили к западу от Ланса        | Согласно данным эскадрильи |
| 23      | 6 мая 1917          | Sopwith Triplane        | Albatros D-III                                               | Вышел из-под контроля          |                                 | Согласно данным Официальной службы записи рекордов |
| 24      | 9 мая 1917          | Sopwith Triplane        | двухместный                                                  | Вышел из-под контроля          | близ Витри                      | Согласно данным Официальной службы записи рекордов, немецкий наблюдатель был убит                                                                                            |
| 25      | 19 мая 1917         | Sopwith Triplane        | Albatros D-III                                               | Вышел из-под контроля          | Энен-Льетард                    | Согласно свидетелю — младшему лейтенанту Сирилу Ридли |
| —       | 16 июня 1917        | Sopwith Triplane        | Aviatik                                                      |                                |                                 | Возможно, первая победа Далласа в качестве командира эскадрильи |
| 3 —     | 22 июня 1917        | Sopwith Triplane        | AEG; AEG; Halberstadt                                        |                                | Дуэ                             | Возможно, вторая, третья и четвёртая победы Далласа в качестве командира эскадрильи                                                                                          |
| 26      | 22 июля 1917        | Sopwith Triplane        | Albatros C                                                   | Вышел из-под контроля          | Лилль                           | Коммюнике Королевского лётного корпуса #98 |
| 27      | 12 августа 1917     | Sopwith Triplane N6508  | Albatros                                                     | Сбит                           | к востоку от Вервика            | Коммюнике Королевского лётного корпуса #101 |
| 28      | 16 августа 1917     | Sopwith Triplane        | Albatros D.V                                                 | Сбит                           | к северу от Гелуве              | Коммюнике Королевского лётного корпуса #101 |
| 29      | 16 сентября 1917    | Sopwith Triplane        |                                                              | Сбит                           |                                 | Вместе с капитаном Робертом Литтлом |
| 30      | 15 ноября 1917      | Sopwith Camel #B6427    | DFW C-type                                                   | Сбит                           | Руггевельде                     | Согласно Коммюнике Королевской военно-морской службы, во время обороны своих позиций                                                                                         |
| 31      | 6 декабря 1917      | Sopwith Camel #B6431    | DFW C-type                                                   | Вышел из-под контроля          | Остенде                         | Во время обороны своих позиций |
| 32      | 11 марта 1918       | Sopwith Camel           | Aviatik (двухместный)                                        | Сбит                           | близ Диксмёйде                  | Согласно Коммюнике Королевской военно-морской службы |
| 33      | 11 марта 1918       | Sopwith Camel           | Rumpler C                                                    | Сбит                           | близ Диксмёйде                  | Согласно Коммюнике Королевской военно-морской службы |
| 34      | 12 марта 1918       | Sopwith Camel #5427     | аэростат наблюдения                                          | Сбит и сгорел                  |                                 | Считается победой, хоть Даллас врезался в несколько баллонов воздушного заграждения                                                                                          |
| 35      | 19 марта 1918       |                         | двухместный                                                  | Сбит                           |                                 | Согласно официальной службе записи рекордов |
| 36      | 11 апреля 1918      | RAF SE5a #C4879         | DFW C-type                                                   | Сбит                           | Ла-Басе                         | Согласно данным эскадрильи |
| 37      | 12 апреля 1918      | RAF SE5a #B178          | Albatros                                                     | Сбит                           | к югу от Эстера                 | Немецкий «Albatros» был сбит Далласом во время кружения над потерпевшим крушение ведомым                                                                                     |
| 38      | 2 мая 1918          | RAF SE5a #D3511         | Albatros D.V                                                 | Сбит                           | Бребьер                         | Согласно данным эскадрильи |
| 39      | 8 мая 1918          | RAF SE5a #D3511         | Albatros D.V                                                 | Вышел из-под контроля          | Бребьер                         | По данным лейтенанта Расдена |
| 40      | 15 мая 1918         | RAF SE5a #D3511         | Albatros C-type                                              | Вышел из-под контроля          | К востоку от Ла-Басе            | Согласно данным эскадрильи |
| 41      | 18 мая 1918         | RAF SE5a #D3511         | Rumpler C-type                                               | Сбит                           | Лилль                           | Согласно данным эскадрильи и корректировщика артиллерийского огня на аэродроме Далласа                                                                                       |
| 42      | 20 мая 1918         | RAF SE5a #D3511         | Pfalz                                                        | Вышел из-под контроля          | Мервиль                         | Согласно данным эскадрильи |
| 43      | 22 мая 1918         | RAF SE5a #D3511         | Pfalz                                                        | Вышел из-под контроля          | к западу от Лилля               | Даллас в одиночку сбил последний самолёт вражеского формирования |
| 3 —     | 23 мая 1918         | RAF SE5a                | Fokker Dr.I; Fokker Dr.1; Rumpler (двухместный)              |                                |                                 | Во время смены аэродромов |
| 44      | 27 мая 1918         | RAF SE5a                | Pfalz Scout                                                  | Сбит                           | Анте                            | Согласно боевым отчётам |
| 45      | 30 мая 1918         | RAF SE5a #D3511         | DFW (двухместный)                                            | Сбит                           | Эстер                           | Согласно данным эскадрильи |